# Łukasz Jankowski (lekarz)
Łukasz Jankowski (ur. 24 października 1987) – polski lekarz, specjalista nefrologii, działacz samorządu lekarskiego, prezes Naczelnej Rady Lekarskiej IX kadencji (2022–2026), wcześniej prezes Okręgowej Rady Lekarskiej w Warszawie (2018–2022).
Zawodowo związany z Kliniką Medycyny Transplantacyjnej, Nefrologii i Chorób Wewnętrznych w Warszawie.

## Wykształcenie i nauka
Absolwent II Liceum Ogólnokształcącego im. Stefana Batorego w Warszawie (matura 2006), I Wydziału Lekarskiego Warszawskiego Uniwersytetu Medycznego, podyplomowych studiów menedżerskich „Zarządzanie w Ochronie Zdrowia” na Uniwersytecie Warszawskim, oraz programu Leadership Academy for Poland. Wykładowca studiów MBA w ochronie zdrowia organizowanych przez WUM we współpracy z SGH.

## Działalność samorządowa
Były członek zarządu, a następnie wiceprzewodniczący Porozumienia Rezydentów Ogólnopolskiego Związku Zawodowego Lekarzy OZZL, jeden z liderów głośnego protestu lekarzy rezydentów trwającego od 2 października 2017 do 8 lutego 2018 roku, negocjator podpisanego z ówczesnym Ministrem Zdrowia Łukaszem Szumowskim porozumienia kończącego protest. W maju 2018 wybrany przez delegatów na Okręgowy Zjazd Lekarzy prezesem Okręgowej Rady Lekarskiej w Warszawie. Stał się najmłodszym prezesem Okręgowej Rady Lekarskiej w historii samorządu zawodowego lekarzy i lekarzy dentystów.
W trakcie kadencji autor sloganu #izbadlalekarzy. Działał na rzecz większej identyfikacji lekarzy z samorządem i wykorzystania potencjału izby do obrony ich praw oraz dobrego imienia. Zwracał uwagę na potrzebę zwiększenia wpływu izby na decyzje władz administracyjnych i kształtowanie polityki zdrowotnej kraju. Po czterech latach prowadzenia ORL w Warszawie w maju 2022 roku jednogłośnie wybrano go na szefa warszawskiej izby lekarskiej. W tym samym roku wygrał również, stosunkiem głosów 252 do 192, z urzędującym prezesem Naczelnej Rady Lekarskiej prof. Andrzejem Matyją wybory na to stanowisko, doprowadzając tym samym do rewolucyjnej zmiany w polskim samorządzie zawodowym lekarzy i lekarzy dentystów.
Moim planem jest zbudowanie samorządu przyszłości. W Naczelnej Izbie Lekarskiej widzę ogromny potencjał, który zamierzam efektywnie wykorzystać. Priorytetem w mojej koncepcji samorządu przyszłości jest wprowadzenie systemu no-fault i wzmocnienie pionu odpowiedzialności zawodowej, poprawa wizerunku lekarza i prestiżu zawodu oraz stworzenie wśród nas poczucia wspólnoty, poczucia pewności, że lekarz jest członkiem dobrze funkcjonującego samorządu, na który zawsze może liczyć. Dziękuję delegatom za zaufanie i zapraszam wszystkich lekarzy do współtworzenia samorządu przyszłości – mówił po objęciu stanowiska prezesa NRL Łukasz Jankowski.
Jest organizatorem kampanii społecznych („Narodowy Kryzys Zdrowia” – 2019 r., „#NIEZAPOMINAJ” – 2020 r., „Jestem lekarzem, jestem człowiekiem” – 2021/2022 r.), poświęconym potrzebie ratowania polskiego systemu ochrony zdrowia, m.in. dzięki zwiększeniu finansowania opieki zdrowotnej, usprawnianiu organizacji pracy lekarzy i innych pracowników medycznych, czy też wprowadzeniu do polskiej legislacji przepisów zapewniających pacjentowi i lekarzowi bezpieczeństwo i jakość leczenia. Jest twórcą merytorycznych konferencji eksperckich związanych ze zdrowiem i pomysłodawcą nowych form wsparcia dla lekarzy. Aktywnie reprezentuje środowisko lekarskie w dialogu z organizatorami systemu, w konferencjach i w dyskusjach w mediach. Jest ambasadorem nowoczesnych zmian i entuzjastą innowacji w medycynie, przy jego wsparciu powołano projekt NIL IN – Sieć lekarzy Innowatorów, którzy dzięki nowoczesnym rozwiązaniom chcą zmieniać medycynę na lepsze.
Laureat plebiscytu „Lista 100 najbardziej wpływowych osób w systemie ochrony zdrowia w Polsce”. Zdobywca tytułu „Osobowość Roku 2023 w Ochronie Zdrowia – Liderzy Medycyny 2023”.

## Życie prywatne
Mąż Marii, polskiej lekarki psychiatry w trakcie specjalizacji oraz ojciec trzech synów.